# Шведский футбольный союз
Шве́дский футбо́льный сою́з (швед. Svenska Fotbollförbundet) — организация, осуществляющая контроль и управление футболом в Швеции. Располагается в Сольне. ШФС основан в 1904 году, вступил в ФИФА в тот же год, а в УЕФА — в 1954 году, сразу после создания организации. Союз организует деятельность и управляет национальными сборными по футболу (мужской, женской, молодёжными). Под эгидой союза проводятся мужской и женский чемпионаты Швеции, а также многие другие соревнования.

## Организационная структура
Высший орган — конференция союза (Förbundsmöte), между конференциями — правление союза (Förbundsstyrelsen), контрольный орган — арбитражный суд (arbitration tribunal), союзы делятся на округа (distrikt), во главе с окружными правлениями.